# Надал, Сергей Витальевич
Серге́й Вита́льевич На́дал (укр. Сергій Віталійович Надал; род. 1 января 1975, Тернополь) — украинский политик. Городской голова Тернополя с 2010 года. Член партии Всеукраинское объединение «Свобода».

## Биография
Родился 1 января 1975 в семье врачей в Тернополе.
В 1991 году окончил Тернопольскую общеобразовательную школу № 17. С 1991 года учился в Тернопольском коммерческом институте, который окончил в 1995 году и получил высшее образование по специальности «экономист, экономика и управление производством». В 1997 году окончил Тернопольскую академию народного хозяйства по специальности «Учет и аудит». В 2001 г. окончил Тернопольскую академию народного хозяйства по специальности «Финансы» и получил квалификацию магистр.
С июля 1994 по сентябрь 2005 года работал в ДПИ в г. Тернополе на должностях от государственного налогового инспектора до начальника управления.
С сентября 2005 года работал в должности начальника отдела ГНА в Тернопольской области, с июля 2007 года по апрель 2010 года работал в должности первого заместителя председателя ГНА в Тернопольской области. Присвоено звание советник налоговой службы первого ранга.
С апреля 2010 года по июль 2010 года работал начальником Староконстантиновского ОГНИ Хмельницкой области.

## Политическая деятельность
С июля 2010 года по ноябрь 2010 года работал в Тернопольской областной организации Всеукраинского объединения «Свобода».
15 марта 2009 года избран депутатом Тернопольского областного совета (фракция ВО «Свобода»). Председатель Комиссии по вопросам социально-экономического развития, промышленной политики, транспорта и связи, инвестиций, предпринимательства, внешнеэкономической деятельности. Руководитель Тернопольской областной общественной организации «Украинцы помогают украинцам».
31 октября 2010 — избран городским головой Тернополя. Победил с результатом 25 988 (27,4 %) голосов, значительно опередив тогдашнего городского голову Романа Заставного.
30 ноября 2010 — приступил к исполнению обязанностей городского головы.
На местных выборах в 2015 году в первом туре одержал победу, получив поддержку более 60% тернополян и став городским головой Тернополя во второй раз.
С 2011 по 2019 год по данным исследования общественной организации «Образовательно-аналитический центр развития общин» на основе данных аналитического портала «Слово и Дело» признан самым ответственным городским головой Украины.
На местных выборах 2020 вновь баллотировался на должность городского головы Тернополя. Был переизбран в третий раз с результатом 74,59% голосов.
В должности городского головы Тернополя, инициировал масштабное восстановление дворов многоэтажных домов и возобновление международных соревнований по водно-моторному спорту. В 2017 году он ввел электронную безналичную систему оплаты за проезд в общественном транспорте. В 2021 году создал комиссию по проверке укрытий, а в 2022 году инициировал создание интерактивной карты защитных сооружений Тернополя. Также инициировал программы поддержки семей павших воинов и создание реестра помощи Вооруженным силам Украины.

## Общественная деятельность
Руководитель Тернопольской областной общественной организации «Украинцы помогают украинцам». Глава Тернопольского регионального отделения Ассоциации городов Украины. Глава бюджетного комитета Ассоциации городов Украины. Почётный президент, член правления Федерации вольной борьбы Тернопольской области. Основатель ОО Федерация хоккея Тернопольской области. Член правления ОО "Центр Науки Тернополя". Основатель благотворительной организации благотворительного фонда "Единение поколений". Руководитель общественной организации «Фонд развития города Тернополя им. Владимира Лучаковского».
Член наблюдательного совета Западноукраинского национального университета.
Член Наблюдательного совета Тернопольского медицинского университета.
Член редакционной коллегии 3-томного энциклопедического издания «Тернопільщина. Історія міст і сіл».
Является почетным президентом футбольного клуба «Тернополь».

## Личная жизнь
Отец — Надал Виталий Андреевич — 1950 года — пенсионер.
Мать — Надал Любовь Степановна — 1950 года, врач Тернопольской городской больницы скорой помощи.
Женат: жена — Надал (Вербовая) Елена Богдановна, 1971 года рождения.
Дочь — Надал Анастасия — 1995 года рождения.
По вероисповеданию — греко-католик, верный УГКЦ.